# Ртутный выпрямитель

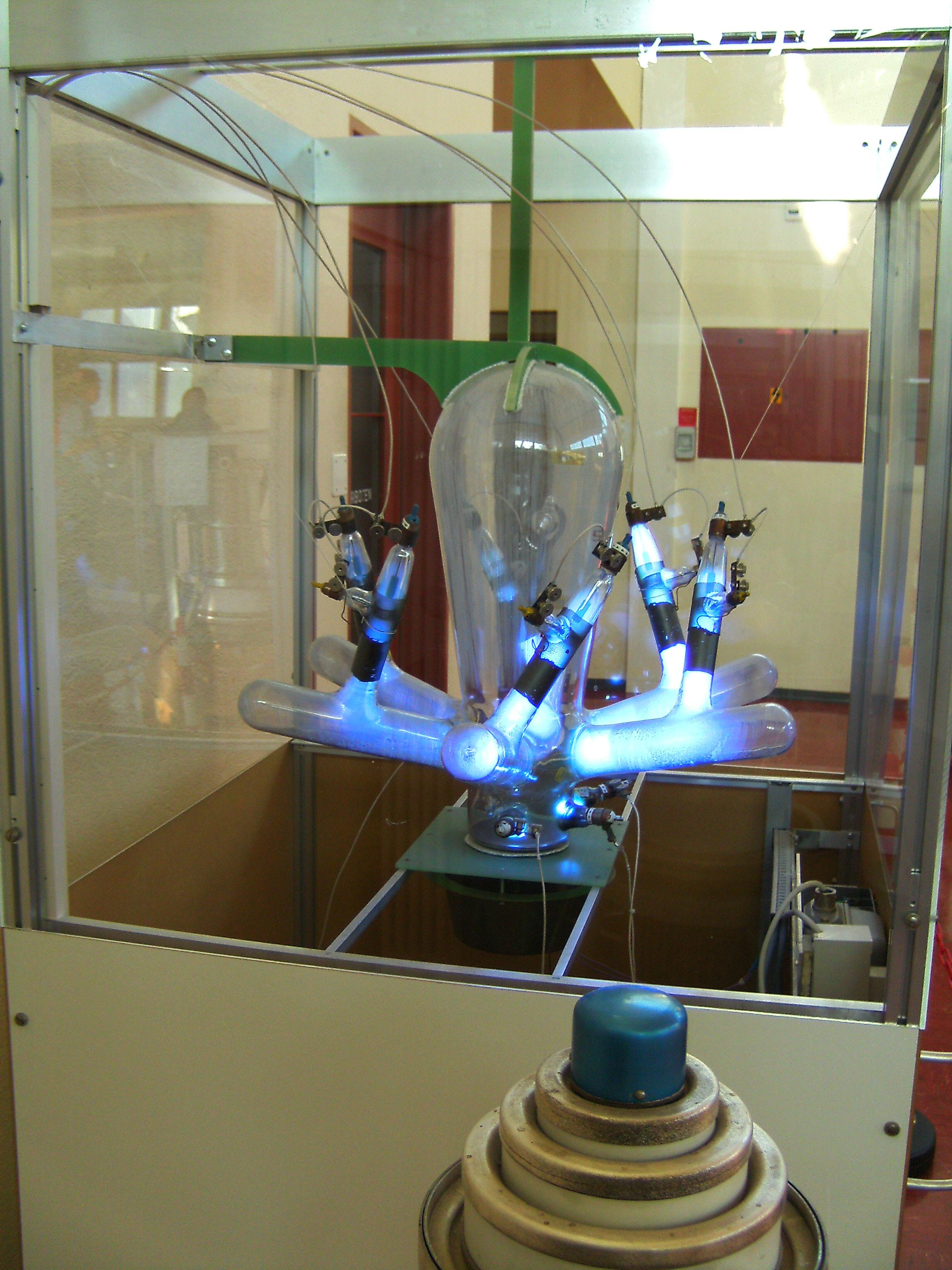
Экситрон в работе

Ртутный выпрямитель (также ртутный вентиль) — ионный прибор, обладающий односторонней проводимостью (несимметричной ВАХ) и используемый для преобразования переменного тока в ток, постоянный по направлению, при помощи дугового разряда, происходящего в парах ртути при низком давлении.
В общем ртутные вентили представляют собой стеклянные или металлические сосуды с катодом из жидкой ртути, одним или несколькими анодами и вспомогательными электродами — дополнительными анодами и/или зажигателями. Воздух из сосудов откачивается до давления порядка 10−4 мм рт. ст. (10−2—10−3 Па) и пространство выпрямителя заполняется парами ртути.
Выпрямители делятся на выпрямители с однократным зажиганием — экситроны, и выпрямители, требующие принудительного зажигания при каждом положительном полупериоде — игнитроны.
Ртутные выпрямители изготовлялись с одним анодом для однополупериодного выпрямителя, двумя анодами для двухполупериодного однофазного выпрямителя, 6 и 12 анодами для выпрямления трёхфазного тока.
Наиболее мощные многофазные ртутные выпрямители выполняются в металлических разборных корпусах и снабжаются непрерывно действующими установками откачки. Маломощные вентили исполняются в неразборных стеклянных колбах с отростками для впайки анодов.

## Экситроны
Экситроны зажигают один раз, после чего дуговой разряд поддерживается дежурным анодом, который сохраняет катодное пятно — источник электронов для дугового разряда. Когда основные аноды приобретают достаточно высокий потенциал, дуга перебрасывается на них, и через основной анод начинает течь главный прямой ток. При снижении потенциала рабочего анода дуга возвращается к дежурному.
Первичное зажигание осуществляется наклоном колбы, причём ртуть через специальный канал образует мостик к дежурному аноду. Разрыв металлической цепи при возвращении колбы в прежнее положение зажигает дугу дежурного анода, после чего подаётся напряжение на основные аноды.
Экситроны могут быть многоанодными для многофазных выпрямителей.

## Игнитроны
Игнитроны имеют специальный электрод-зажигатель из полупроводника, через который  подаётся импульс поджигающего тока. После снижения потенциала анода игнитрон гаснет и нуждается в новом поджигающем импульсе. Изменением момента зажигания можно управлять углом отсечки импульсов выпрямленного тока и регулировать среднее выпрямленное напряжение.
Игнитроны бывают только одноанодными, но могут иметь вспомогательные аноды для облегчения зажигания.

## Достоинства
- Сравнительно низкие падения напряжения (15—20 В) при значительных (по сравнению с кенотронами) выпрямленных токах (сотни ампер).
- Нет необходимости в накале катода (по сравнению с кенотронами и газотронами).
- Простота, отсутствие движущихся частей, коллектора и щёток (по сравнению с вращающимися преобразователями).
- Игнитронные установки позволяют регулировать выпрямленное напряжение и ток в широких пределах.

## Недостатки
- Стеклянные вакууммированные колбы выпрямителей хрупки, не терпят ударов.
- Колбы содержат ртуть, которая при работе сильно нагревается. При разрушении корпуса выпрямителя велик риск загрязнения окружающей среды ртутью и отравления людей и животных.
- Выпрямители боятся тряски и толчков при работе, из-за чего может возникнуть обратное зажигание и короткое замыкание трансформатора через выпрямитель.
- Мощные установки требуют непрерывного действия и обслуживания вакуумного насоса и насоса принудительного жидкостного охлаждения.

## Внешние ссылки
- Видеоролик с демонстрацией работы экситрона на YouTube  (ошибочно назван игнитроном)